# پیمان صاحب‌جمعی
پیمان صاحب‌جمعی (زاده ۲ تیر ۱۳۵۶ در کرمانشاه - ) یک بازیکن فوتبال کُرد اهل ایران است. وی سابقۀ بازی در تیم استقلال را دارد. صاحب‌جمعی پس از پایان دوران فوتبالش به مربی‌گری پرداخت. وی سابقۀ حضور در تیم های ملی جوانان و امید وتیم ملی ب در بازیهای غرب آسیا را در کارنامه دارد و در باشگاه‌های ابومسلم خراسان ، ذوب آهن اصفهان، استقلال تهران،استقلال شهرداری رشت، استقلال اهواز، صبا باطری بازی کرده‌است و بعد مربی تیم‌های شیرین فراز کرمانشاه، تراکتورسازی تبریز، صنعت نفت آبادان، گسترش فولاد تبریز، ابومسلم خراسان (سرمربی) شهرداری تبریز، امید استقلال (سرمربی) و آلومینیوم اراک بوده‌است.

## دوران حرفه‌ای
صاحب‌جمعی در ابتدای فصل ۷۸–۱۳۷۷ به استقلال پیوست و دو فصل در این تیم حضور داشت. پیمان صاحب‌جمعی در ۱۶ بازی رسمی برای استقلال بازی کرده‌است.

## مربی‌گری
صاحب‌جمعی سابقه حضور به عنوان سرمربی در تیم امید استقلال تهران را دارد. وی در تیم‌های شیرین فراز کرمانشاه ،تراکتورسازی تبریز،گسترش فولاد تبریز،شهرداری تبریز آلومینیوم اراک و صنعت نفت آبادان و اکسین  نیز مربی بوده.